# Salwatorianie
Salwatorianie – członkowie Towarzystwa Boskiego Zbawiciela (Societas Divini Salvatoris – SDS) założonego przez błogosławionego ojca Franciszka Marię od Krzyża Jordana 8 grudnia 1881 w Rzymie.

## Historia zgromadzenia
Początkowo funkcjonowało pod nazwą Apostolskie Towarzystwo Nauczania, a od 1882 jako Katolickie Towarzystwo Nauczania. W 1893 nastąpiła ostateczna zmiana nazwy zgromadzenia – Towarzystwo Boskiego Zbawiciela. Zgromadzenie zostało zatwierdzone formalnie przez kardynała wikariusza Lucido Parocchi 5 czerwca 1886; papieski dekret otrzymało 27 maja 1905, a zupełną aprobatę dnia 25 listopada 1911; pierwsze Konstytucje zostały zatwierdzone 20 marca 1922. Po Soborze Watykańskim II zgromadzenie przygotowało nowy tekst Konstytucji, który został zatwierdzony 8 grudnia 1983.
Około 10% salwatorianów wstępujących do zgromadzenia w latach 1880–1900 pochodziło z ziem polskich. Kilku przybyło do Krakowa w roku 1900, by w 1903 założyć pierwszą na ziemiach polskich placówkę w Trzebini. Byli to księża: Alfred Zacharzowski, Honoriusz Bugiel i Cezary Wojciechowski.
W 1908, na drugiej kapitule dokonano podziału zgromadzenia na cztery prowincje: anglo-amerykańską, austro-węgierską (z kolegium w Trzebini), niemiecką i latynoamerykańską.
W 1927 erygowano Prowincję Polską. Kilka lat później w Mikołowie na Śląsku powstało kolegium kształcące młodych chłopców pragnących obrać drogę zakonną. Kolejny dom zakonny w Zakopanem powstał w 1939.

## Współczesność
Salwatorianie z Prowincji Polskiej pracują oprócz Polski w: USA, Meksyku, Kanadzie, Australii, Brazylii, Rosji, Albanii, Białorusi, Czechach, Chorwacji, Niemczech, Szwajcarii, Ukrainie, na Węgrzech, we Włoszech, i na misjach: w Tanzanii, w Kongo (dawny Zair), na Filipinach i w Indiach.
Patronami zgromadzenia są: Najświętsza Maryja Panna Matka Zbawiciela, Apostołowie, św. Michał Archanioł i św. Józef. Całe zgromadzenie jest poświęcone Jezusowi – Boskiemu Zbawicielowi.

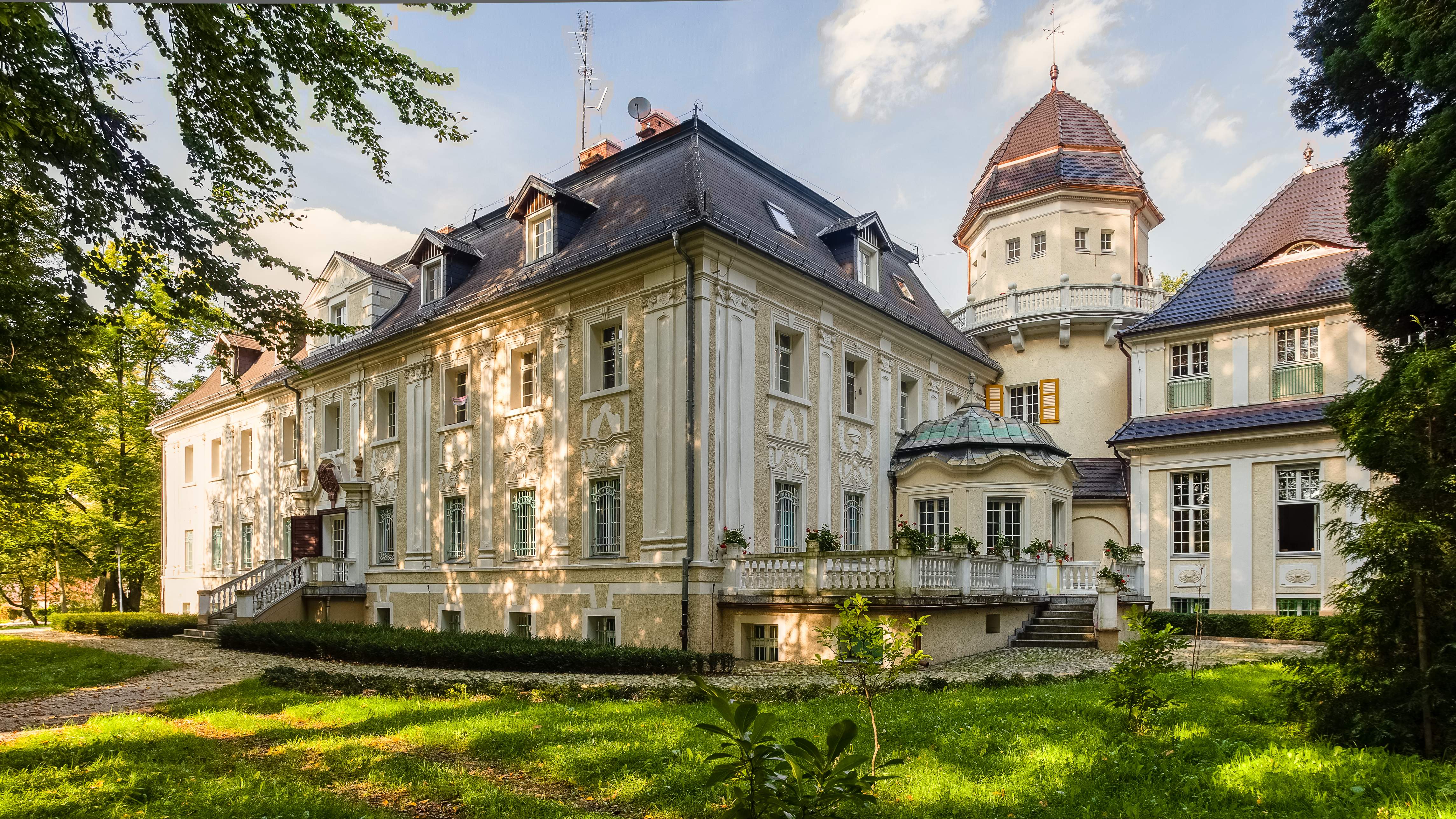
Wyższe Seminarium Duchowne Salwatorianów w Bagnie

Świętem zgromadzenia jest uroczystość Bożego Narodzenia (25 grudnia). Głównym świętem maryjnym jest Uroczystość Matki Zbawiciela (11 października). W uroczystość Niepokalanego Poczęcia NMP (8 grudnia) zgromadzenie obchodzi dzień swego założenia. W tym dniu zakonnicy odnawiają swoje śluby.
Strojem salwatorianów jest prosty, czarny habit przepasany czarnym sznurem (cingulum), z czterema węzłami symbolizującymi śluby czystości, ubóstwa, posłuszeństwa oraz apostolat.
Salwatorianie opiekują się następującymi sanktuariami:
- Matki Bożej Fatimskiej w Trzebini
- Sanktuarium św. Jadwigi w Trzebnicy
- Sanktuarium św. Antoniego Padewskiego „Husiatyńskiego” w Obornikach Śląskich[2]

Wyższe Seminarium Duchowne Salwatorianów znajduje się w Bagnie koło Obornik Śląskich.
Obecnie prowincjałem Polskiej Prowincji Salwatorianów jest ks. Józef Figiel.
Polscy salwatorianie kierują katolickim serwisem modlitewnym i informacyjnym katolik.pl. Od 1 marca 2020 zgromadzenie prowadzi także internetową platformę VOD o nazwie KATOFLIX, gdzie znajdują się m.in. filmy fabularne, dokumentalne i seriale, głównie o tematyce chrześcijańskiej, ale także klasyki polskiego i światowego kina. Portal współpracuje z wieloma producentami i dystrybutorami filmowymi, do których należą m.in.: Rafael Film, Kino Świat, SPI International, Kinemart Film, czy World on Fire. 5 marca 2020 za pośrednictwem serwisu odbyła się polska premiera internetowa filmu Nieplanowane. Dzięki wypożyczalni premierowo za pośrednictwem internetu udostępnione zostały w Polsce jeszcze m.in. filmy Miłość i miłosierdzie, Tajemnica Ojca Pio oraz animowana produkcja polsko-indyjska Quo vadis. Miecz miłości, będąca filmową adaptacją powieści Quo vadis, napisanej przez Henryka Sienkiewicza.